# François Clerc (calciatore)
François Clerc (Bourg-en-Bresse, 18 aprile 1983) è un ex calciatore francese, di ruolo difensore.

## Caratteristiche tecniche
Nasce come attaccante, e solo in seguito divenne un laterale destro.
È ottimo a spingere e a difendere, abile nella corsa e molto concentrato.

## Carriera

### Club
Nel 2002 viene aggregato alla prima squadra del Lione dopo cinque anni di giovanili, giocando una partita.
Viene poi ceduto in prestito al Tolosa nel 2004-2005 dove gioca 7 incontri.
Rientrato dal prestito, si impone come un titolare nella formazione più volte Campione di Francia. Tra il 2008 ed il 2009 ha subito un infortunio ai legamenti del ginocchio che l'ha messo fuori causa per oltre sei mesi. Al termine della stagione 2009-2010 il contratto con il Lione scade e qualche mese dopo firma un contratto biennale con il Nizza.
Dopo circa 2 anni passati con il Nizza rescinde consensualmente il proprio contratto rimanendo così svincolato.
Trova così l'ingaggio con il Saint-Étienne con cui, in quattro stagioni, totalizza 103 presenze tra campionato, coppe nazionali e coppe europee, realizzando tre reti. Nell'estate del 2016 trova l'accordo con il Gazélec Ajaccio, scendendo per la prima volta in seconda serie. Nell'estate del 2018, al termine del contratto con il Gazélec Ajaccio, dà l'addio al calcio giocato.

### Nazionale
Con la Nazionale francese Under-21 ha totalizzato 3 presenze, mentre in Nazionale maggiore ha giocato 14 voltem, senza reti all'attivo.
Ha esordito in nazionale maggiore l'11 ottobre 2006, nella gara valida per le Qualificazioni al campionato europeo di calcio 2008 contro le Fær Øer, entrando nel finale al posto di Willy Sagnol.
In seguito all'infortunio del 2008, non ha più ottenuto presenze in Nazionale: l'ultima partita giocata in nazionale fu così la sconfitta contro l'Italia del 17 giugno 2008, che costò alla Francia l'estromissione dal Campionato europeo.

## Statistiche

### Presenze e reti nei club
| Stagione               | Squadra                | Campionato             | Campionato | Campionato | Coppe nazionali | Coppe nazionali | Coppe nazionali | Coppe europee | Coppe europee | Coppe europee | Altre coppe | Altre coppe | Altre coppe | Totale | Totale |
| Stagione               | Squadra                | Comp                   | Pres       | Reti       | Comp            | Pres            | Reti            | Comp          | Pres          | Reti          | Comp        | Pres        | Reti        | Pres   | Reti   |
| ---------------------- | ---------------------- | ---------------------- | ---------- | ---------- | --------------- | --------------- | --------------- | ------------- | ------------- | ------------- | ----------- | ----------- | ----------- | ------ | ------ |
| 2002-2003              | O. Lione               | L1                     | 1          | 0          | -               | -               | -               | -             | -             | -             | -           | -           | -           | 1      | 0      |
| 2003-2004              | O. Lione               | L1                     | 0          | 0          | -               | -               | -               | -             | -             | -             | -           | -           | -           | 0      | 0      |
| 2004-2005              | Tolosa                 | L1                     | 7          | 0          | CF+CL           | 0+1             | 0               | -             | -             | -             | -           | -           | -           | 8      | 0      |
| 2005-2006              | O. Lione               | L1                     | 14         | 0          | CF+CL           | 2+1             | 0+0             | UCL           | 5             | 0             | -           | -           | -           | 22     | 0      |
| 2006-2007              | O. Lione               | L1                     | 21         | 0          | CF+CL           | 1+4             | 0+0             | UCL           | 6             | 0             | SF          | 1           | 0           | 33     | 0      |
| 2007-2008              | O. Lione               | L1                     | 27         | 1          | CF+CL           | 5+0             | 0+0             | UCL           | 7             | 0             | SF          | 1           | 0           | 40     | 1      |
| 2008-2009              | O. Lione               | L1                     | 9          | 0          | CF+CL           | 0+0             | 0+0             | UCL           | 1             | 0             | SF          | 0           | 0           | 10     | 0      |
| 2009-2010              | O. Lione               | L1                     | 7          | 0          | CF+CL           | 0+0             | 0+0             | UCL           | 2             | 0             | -           | -           | -           | 9      | 0      |
| Totale O. Lione        | Totale O. Lione        | Totale O. Lione        | 79         | 1          |                 | 10              | 0               |               | 21            | 0             |             | 2           | 0           | 112    | 1      |
| 2010-2011              | Nizza                  | L1                     | 29         | 1          | CF              | 4               | 1               | -             | -             | -             | -           | -           | -           | 33     | 1      |
| 2011-2012              | Nizza                  | L1                     | 32         | 4          | CF+CdL          | 2+4             | 0+0             | -             | -             | -             | -           | -           | -           | 38     | 4      |
| Totale Nizza           | Totale Nizza           | Totale Nizza           | 61         | 5          |                 | 10              | 1               |               | -             | -             |             | -           | -           | 71     | 6      |
| 2012-2013              | Saint-Étienne          | L1                     | 31         | 1          | CF+CdL          | 1+4             | 0+0             | -             | -             | -             | -           | -           | -           | 36     | 1      |
| 2013-2014              | Saint-Étienne          | L1                     | 29         | 2          | CF+CdL          | 0+1             | 0+0             | UEL           | 4             | 0             | -           | -           | -           | 34     | 2      |
| 2014-2015              | Saint-Étienne          | L1                     | 15         | 0          | CF+CdL          | 2+0             | 0+0             | UEL           | 1             | 0             | -           | -           | -           | 18     | 0      |
| 2015-2016              | Saint-Étienne          | L1                     | 10         | 0          | CF+CdL          | 0+0             | 0+0             | UEL           | 6             | 0             | -           | -           | -           | 16     | 0      |
| Totale Saint-Étienne   | Totale Saint-Étienne   | Totale Saint-Étienne   | 85         | 3          |                 | 7               | 0               |               | 11            | 0             |             | -           | -           | 103    | 3      |
| 2016-2017              | Gazélec Ajaccio        | L2                     | 18         | 0          | CF+CdL          | 0+0             | 0+0             | -             | -             | -             | -           | -           | -           | 18     | 0      |
| 2017-2018              | Gazélec Ajaccio        | L2                     | 7          | 0          | CF+CL           | 0+1             | 0+0             | -             | -             | -             | -           | -           | -           | 8      | 0      |
| Totale Gazélec Ajaccio | Totale Gazélec Ajaccio | Totale Gazélec Ajaccio | 25         | 0          |                 | 1               | 0               |               | -             | -             |             | -           | -           | 26     | 0      |
| Totale carriera        | Totale carriera        | Totale carriera        | 257        | 9          |                 | 28              | 1               |               | 32            | 0             |             | 2           | 0           | 319    | 10     |

### Cronologia presenze e reti in nazionale
| Cronologia completa delle presenze e delle reti in nazionale ― Francia | Cronologia completa delle presenze e delle reti in nazionale ― Francia | Cronologia completa delle presenze e delle reti in nazionale ― Francia | Cronologia completa delle presenze e delle reti in nazionale ― Francia | Cronologia completa delle presenze e delle reti in nazionale ― Francia | Cronologia completa delle presenze e delle reti in nazionale ― Francia | Cronologia completa delle presenze e delle reti in nazionale ― Francia | Cronologia completa delle presenze e delle reti in nazionale ― Francia |
| Data                                                                   | Città                                                                  | In casa                                                                | Risultato                                                              | Ospiti                                                                 | Competizione                                                           | Reti                                                                   | Note                                                                   |
| ---------------------------------------------------------------------- | ---------------------------------------------------------------------- | ---------------------------------------------------------------------- | ---------------------------------------------------------------------- | ---------------------------------------------------------------------- | ---------------------------------------------------------------------- | ---------------------------------------------------------------------- | ---------------------------------------------------------------------- |
| 11-10-2006                                                             | Sochaux                                                                | Francia                                                                | 5 – 0                                                                  | Fær Øer                                                                | Qual. Euro 2008                                                        | -                                                                      | 78’                                                                    |
| 15-11-2006                                                             | Saint-Denis                                                            | Francia                                                                | 1 – 0                                                                  | Grecia                                                                 | Amichevole                                                             | -                                                                      | 46’                                                                    |
| 7-2-2007                                                               | Saint-Denis                                                            | Francia                                                                | 0 – 1                                                                  | Argentina                                                              | Amichevole                                                             | -                                                                      | 46’                                                                    |
| 28-3-2007                                                              | Saint-Denis                                                            | Francia                                                                | 1 – 0                                                                  | Austria                                                                | Amichevole                                                             | -                                                                      |                                                                        |
| 2-6-2007                                                               | Saint-Denis                                                            | Francia                                                                | 2 – 0                                                                  | Ucraina                                                                | Qual. Euro 2008                                                        | -                                                                      |                                                                        |
| 6-6-2007                                                               | Auxerre                                                                | Francia                                                                | 1 – 0                                                                  | Georgia                                                                | Qual. Euro 2008                                                        | -                                                                      |                                                                        |
| 22-8-2007                                                              | Trnava                                                                 | Slovacchia                                                             | 0 – 1                                                                  | Francia                                                                | Amichevole                                                             | -                                                                      | 63’                                                                    |
| 16-11-2007                                                             | Saint-Denis                                                            | Francia                                                                | 2 – 2                                                                  | Marocco                                                                | Amichevole                                                             | -                                                                      |                                                                        |
| 21-11-2007                                                             | Kiev                                                                   | Ucraina                                                                | 2 – 2                                                                  | Francia                                                                | Qual. Euro 2008                                                        | -                                                                      |                                                                        |
| 26-3-2008                                                              | Saint-Denis                                                            | Francia                                                                | 1 – 0                                                                  | Inghilterra                                                            | Amichevole                                                             | -                                                                      |                                                                        |
| 27-5-2008                                                              | Grenoble                                                               | Francia                                                                | 2 – 0                                                                  | Ecuador                                                                | Amichevole                                                             | -                                                                      | 74’                                                                    |
| 31-5-2008                                                              | Tolosa                                                                 | Francia                                                                | 0 – 0                                                                  | Paraguay                                                               | Amichevole                                                             | -                                                                      |                                                                        |
| 17-6-2008                                                              | Zurigo                                                                 | Francia                                                                | 0 – 2                                                                  | Italia                                                                 | Euro 2008 - 1º turno                                                   | -                                                                      |                                                                        |
| Totale                                                                 |                                                                        | Presenze                                                               | 13                                                                     |                                                                        | Reti                                                                   | 0                                                                      |                                                                        |

## Palmarès

### Club
- Campionato francese: 3

Lione: 2005-2006, 2006-2007, 2007-2008
- Supercoppa francese: 2

Lione: 2006, 2007
- Coppa di Francia: 1

Lione: 2007-2008
- Coppa di Lega francese: 1

Saint-Étienne: 2012-2013